# صناعة الأقفال

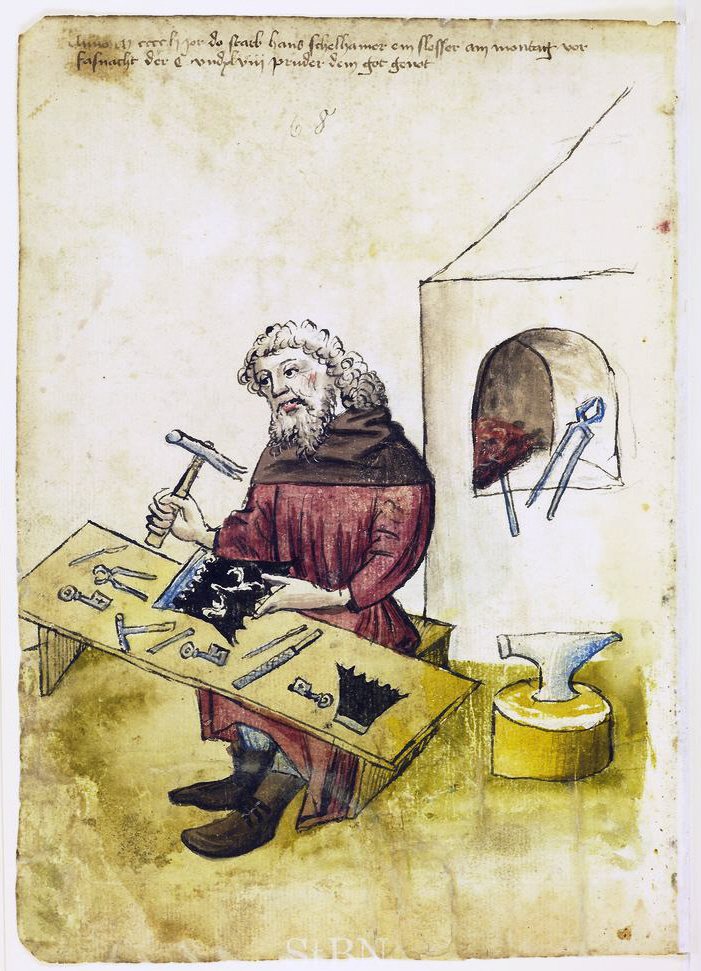
صناعة الأقفال

صناعة الأقفال أو القِفَالَة، هي علم وفن صناعة الأقفال وفكّها. وهي حِرفة تقليدية تتطلب الخضوع لتدريب مهني في كثير من البلدان. يختلف مستوى التعليم الرسمي المطلوب قانونيًا، من بلدٍ لآخر، فهناك بلدان لا تشترط أي مستوى تعليمي إطلاقًا، وأخرى تطلب شهادة تدريب بسيطة يمنحها صاحب العمل، بينما تحتاج بلدان غيرها إلى دبلوم كامل من كلية الهندسة، إضافةً إلى مدة تدريبية لمَن يرغب امتهان هذه الحرفة.

## اصطلاح
يمكن تعريف «القفل» على أنه آلية تُؤمَّن من خلالها المباني والغرف والخزائن والأشياء أو مرافق التخزين الأخرى. أما كلمة «صانع أو حداد» فتعني، الصانع الذي يمتهن التعامل مع المعادن، فيشكّل قطعًا معدنية، مستخدمًا التشكيل والقولبة (الصب) عادةً، لإنتاج أشياء مفيدة أو لتكون جزءًا من بنية أكثر تعقيدًا. وبالتالي فإنّ صناعة الأقفال، كما يوحي الاسم، هي عبارة عن تشكيل الأقفال وتصميمها، بالإضافة إلى تصميم مفاتيحها الخاصة يدويًا. يستخدم معظم صانعي الأقفال أدوات القَطْع الآلية واليدوية لصب المفاتيح؛ معظم هذه الأدوات هي آلات، تعتمد إما على المدخرة الكهربائية (البطارية) أو على تيار الكهرباء الرئيس كمصدرٍ للطاقة.

## العمل بها
صُنعت الأقفال منذ أكثر من 2500 عام، وصنعت أولًا من الأخشاب وبعد ذلك من المعدن. تاريخيًا، كان صانعو الأقفال هم من يصنعون القفل بأكمله، فيعملون لساعاتٍ على قطع البراغي يدويًا، بالإضافة إلى قيامهم بالكثير من أعمال التنعيم والصقل. أصبحت تصميمات الأقفال، بشكلٍ ملحوظ، أكثر تعقيدًا في القرن الثامن عشر، وغالبًا ما تخصص صانعو الأقفال في إصلاحها أو تصميمها فقط.
على الرغم من أن صناعة المفاتيح بغرض استبدال المفاتيح المفقودة للسيارات والمنازل، وتغيير مفاتيح المنازل والشركات حفاظًا على الأمن، لا يزال جزءًا مهمًا من صناعة الأقفال، وفقًا لمنشور صادر عن الحكومة الأمريكية في عام 1976، إلا أن صناعة الأقفال اليوم، تقتصر بشكل أساسي على تركيب مجموعات أقفال عالية الجودة وعلى تصميم وتنفيذ أنظمة التشفير والتحكم في المفاتيح وإدارتها.

### تخصصات صانع الأقفال
يقدّم معظم صانعي الأقفال خدمة الأقفال الإلكترونية أيضًا، مثل صنع مفاتيح ذكية للمرْكَبَات المجهزة بأجهزة إرسال واستقبال، وتطبيق أنظمة التحكم في الوصول ضمن العديد من المؤسسات الكبيرة، لحماية الأفراد وما يمتلكون من أصول. يتخصص العديد أيضًا في مجالاتٍ أخرى مثل:
* صناعة أقفال السيارات
* الخزائن

## تنظيمات العمل حسب البلد

### أستراليا
يُطلب من صانعي الأقفال المحتملين في أستراليا، الخضوع لدورة تقنية وتعليمية إضافية في صناعة الأقفال، وعند استكمالها تُصدّر شهادة إطار المؤهلات الأسترالية من المستوى الثالث، إضافة إلى متابعة التدريب المهني. يجب على الملتحقين أيضًا، اجتياز فحص السجلات الجنائية، الذي يشهد على أنهم غير مطلوبين حاليًا من قبل الشرطة. يمكن أن يستمر التدريب المهني من سنة إلى أربع سنوات. أما متطلبات الدورة المهنية فهي متغيرة: هناك دورة تشترط حدًا أدنى من المتطلبات التي تحتاج عددًا أقل من وحدات التدريب الإجمالية، وهناك دورة بمستوى أعلى تدرّس مهارات أكثر تقدّمًا، ولكنها تستغرق وقتًا أطول لإتمامها. يختلف توفر هذه الدورات والتدريبات المهنية حسب الولاية أو الإقليم.

### أيرلندا
بدأت تراخيص صانعي الأقفال في أيرلندا في عام 2016، مع شرط حصول صانعي الأقفال على ترخيص هيئة الأمن الخاصة. تضم منظمة صانعي الأقفال الإيرلندية 50 عضوًا، وتقيم المنظمة تدريبًا مستمرًا لضمان إبقاء جميع الأعضاء على اطلاع دائم بالمعرفة والمهارات الحديثة.

### المملكة المتحدة
لا توجد في المملكة المتحدة تنظيمات حكومية حالية لصناعة الأقفال، لذلك يمكن لأي شخص العمل بحرفة وصناعة الأقفال دون أي مهارة أو معرفة بهذه الصناعة.

### الولايات المتحدة الأمريكية
تتطلب 15 ولاية في الولايات المتحدة الأمريكية ترخيصًا لصانعي الأقفال. تمتلك كل من مقاطعة ناسو ومدينة نيويورك في ولاية نيويورك، ومقاطعة هيلزبورو ومقاطعة ميامي داد في فلوريدا، قوانين ترخيص خاصة بها.